# Wacław Święcicki
Wacław Święcicki (1848–1900), poeta y sindicalista polaco.
Autor de la  Varchavianka 1905, Warschawjanka 1905 o Varsoviana 1905 en 1883 basada en un tema popular polaco (aunque otras versiones apuntan a La marcha de los zuavos o Les hussards de Bercheny), canción a la que Valeriano Orobón Fernández adaptaría la letra al castellano en una partitura de 1933 que se publicó con el nombre de ¡Marcha triunfal! y subtítulo de ¡A las barricadas!
La canción, conocida habitualmente en la actualidad como A las barricadas, es el himno de la Confederación Nacional del Trabajo, sindicato anarcosindicalista español.